# Rhyacophila vranitzensis
Rhyacophila vranitzensis är en nattsländeart som beskrevs av Lazar Botosaneanu och Marinkovic-gospodnetic 1967. Rhyacophila vranitzensis ingår i släktet Rhyacophila och familjen rovnattsländor. Inga underarter finns listade i Catalogue of Life.